# Польский Красный Крест

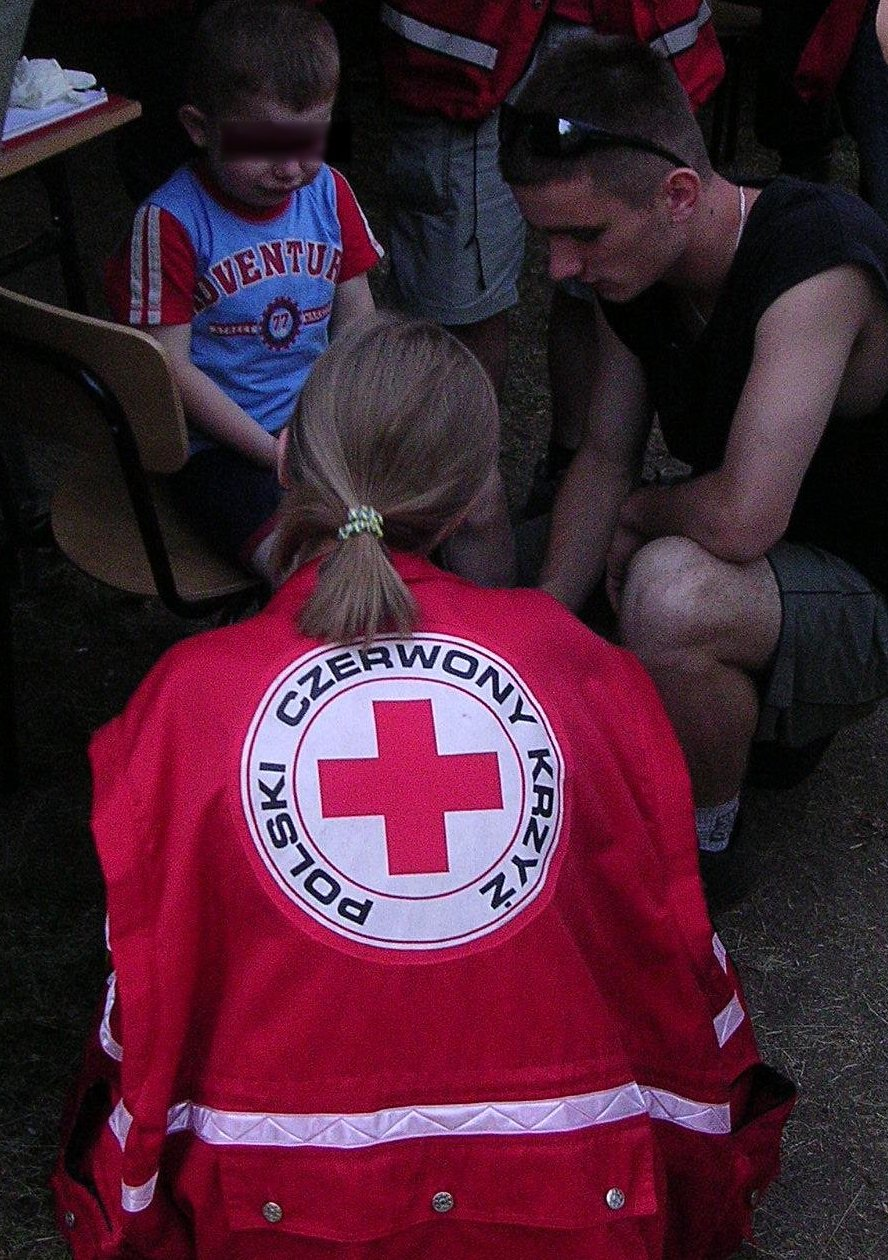

Польский Красный Крест (пол. Polski Czerwony Krzyż, PCK) — старейшая гуманитарная организация в Польше, являющаяся членом Международного движения Красного Креста и Красного Полумесяца. Организация оказывает гуманитарную помощь во время стихийных бедствий и войн, социальную помощь, обучает оказывать первую помощь, проводит мероприятия по медицинской безопасности массовых собраний, пропагандирует бесплатную сдачу крови и распространяет знания о международном праве во время вооружённых конфликтов.

## История
Польский Красный Крест был основан вскоре после обретения Польшей независимости. 18 января 1919 года по инициативе Общества Самаритянин Польши был созван съезд всех обществ, близких идеалам Международного Красного Креста. Эти общества под управлением общественной деятельницы Гелены Падеревской основали Польский Общество Красного Креста. После утверждения польским правительством Устава Польского Общества Красного Креста 27 апреля 1919 года собралось Учредительное собрание организации, во время которого было создано Главное управление, президентом которого был избран польский магнат Павел Сапега. После его отставки была выбрана Гелена Падеревская.
14 июля 1919 года Польское Общество Красного Креста было зарегистрировано Международным комитетом Красного Креста в качестве единственной организации Красного Креста с деятельностью на всей территории Польши. 16 сентября 1919 года Польское Общество Красного Креста было принято в Лигу Обществ Красного Креста. Свою деятельность Польское Общество Красного Креста начало с помощи во время Великопольского и Силезского восстаний. В 1921 году Польское Общество Красного Креста основало первую школу по оказанию медицинской помощи.
1 сентября 1927 года в соответствии с Указом президента Польши организация была переименована в Польский Красный Крест. Согласно этому указу было предписано, что Польский Красный Крест во время боевых действий будет подчиняться министру обороны.
В 1935 году в Лодзи организация основала первую станцию по переливанию крови. В 1936 году в Варшаве был организован Институт по переливанию и консервации крови.
C 1948 году Польский Красный Крест был лишён возможности проводить самостоятельную деятельность. Государство национализировало оздоровительные и медицинские учреждения Польского Красного Креста, который стал действовать только под наблюдением государства. В 1956 году польское правительство признало Польский Красный Крест как организацию, действовавшую на основе Женевских соглашений о защите жертв войны от 12 августа 1949 года.
C 1964 года деятельность организации регулировалась Указом о Польском Красном Кресте. В 1992 году государством были подтверждены полномочия Польского Красного Креста как организации, действовавшей согласно протоколам Женевской конвенции по защите жертв войны от 8 июня 1977 года. 20 сентября 2011 года Совет министров утвердил новый Устав Польского Красного Креста.

## Награды
В 1989 году Польский Красный Крест награждён Командорским Крестом со звездой Ордена Возрождения Польши.
По состоянию на 2017 год, 102 польских медика награждены медалью имени Флоренс Найтингейл.